# Sokuya
Le sokuya, appelé aussi kouya, est une langue bété parlée par les Sokuyas,  dans l'Ouest de la Côte d'Ivoire en Afrique de l'Ouest.